# Биг Кънтри
„Биг Кънтри“ (на английски: Big Country) е рок група от Шотландия, насочена към ню уейв жанра.
Групата свири рок музика с изключително силни шотландски мотиви (въпреки че никой неин член не е роден в Шотландия; двама от състава израстват в близост на Единбург).

## История
Главна роля в групата играе певецът, китаристът и главен композитор на песни Стюарт Адамсън, който още на 16-годишна възраст сформира ню уейв групата Скидс. По-късно заедно с Брус Уотсън (китара), Марк Брзезики (барабани) и Тони Бътлър (бас) образуват Биг Кънтри. Част от ранните им сингли като „In a Big Country“ или „Wonderland“ са поместени в музикалните класации и Стив Лиуайт се заема с продукцита на първия албум на групата. Дебютният им албум „The Crossing“ постига голям успех. Сингълът „Look Away“ от появилия се 1986 г. албум The Seer, с участието на Кейт Буш, става хит.
Стюарт Адамсън в голям период от време се бори с проблемите си, свързани с алкохола. След един последен студиен албум и финално турне в Европа групата обявява разпадането си. През декември 2001 г. Адамсън е открит обесен в хотелската си стая в Хонолулу. Полицията твърди, че е самоубийство.
През 2007 г. групата отново се събира, за да отпразнува 25-ия си рожден ден и прави турне в Англия и Шотландия и един концерт в Кьолн.

## Дискография

### Албуми
- The Crossing (1983)
- Steeltown (1984)
- The Seer (1986)
- Peace In Our Time (1988)
- Through A Big Country (Greatest Hits 1990)
- No Place Like Home (1991)
- The Buffalo Skinners (1993)
- Without The Aid Of A Safety Net (live) (1994)
- Why The Long Face (1995)
- Eclectic (live) (1996)
- Brighton Rock (live) (1997)
- King Biscuit Flower Hour (live) (1997)
- Restless Natives And Rarities (1998)
- The Radio Sessions (1999)
- Come Up Screaming (2000)
- Driving To Damascus (2000)
- One In A Million (Acoustic) (2001)
- Undercover (Cover Versionen) (2001)
- Rarities II (Compilation) (2001)
- Greatest 12" Hits (2001)
- Das Fest (live) (2001)
- Peace Concert (live in Ost-Berlin) (2001)
- Live In cologne (live) (2002)
- Rarities III (Compilation) (2002)
- The Greatest Hits Of Big Country And The Skids (2002)
- Rarities IV (Compilation) (2003)
- Rarities V (Compilation) (2003)
- The Collection (Compilation) (2003)
- Rarities VI (Compilation) (2004)
- Rarities VII (Compilation) (2004)
- Live Without A Safety Net – The Full 1993 Glasgow Barrowland Show (live) (30. Mai 2005)
- The Buffalo Skinners (Re-Release mit Bonus Tracks) (30. Mai 2005)
- Rarities VIII (Compilation) (2005)

### Сингли
- Harvest Home (1982)
- Fields of Fire (400 Miles) (1983; UK-Charts # 10, US # 52, EIR # 9)
- In a big Country (1983; UK-Charts # 17, US # 17, EIR # 22)
- Chance (1983; UK-Charts # 9, EIR # 12)
- Wonderland (1984; UK-Charts # 8, US # 86, EIR # 4)
- East of Eden (1984; UK-Charts # 17, EIR # 12)
- Where the Rose is sown (1984; UK-Charts # 29, EIR # 25)
- Just a Shadow (1985; UK-Charts # 26, EIR # 11)
- Look away (1986; UK-Charts # 7, D # 19, CH # 18, EIR # 1)
- The Teacher (1986; UK-Charts # 28, EIR # 14)
- One great Thing (1986; UK-Charts # 19, EIR # 12)
- Hold the Heart (1986; UK-Charts # 55)
- King of Emotion (1988; UK-Charts # 16, EIR # 11)
- Broken Heart (Thirteen Valleys) (1988; UK-Charts # 47)
- Peace in our Time (1989; UK-Charts # 39, EIR # 16)
- Save me (1990; UK-Charts # 41)
- Heart of the World (1990; UK-Charts # 50)
- Republican Party Reptile EP (1991; UK-Charts # 37)
- Beautiful People (1991; UK-Charts # 72)
- Alone (1993; UK-Charts # 24)
- Ships (Where were You?) (1993; UK-Charts # 29)
- I'm not ashamed (1995; UK-Charts # 69)
- You Dreamer (1995; UK-Charts # 68)
- Non! EP (1995)
- See you (1999)
- Fragile Thing (1995; UK-Charts # 69)